# Bence Sós
Bence Sós (Hódmezővásárhely, 10 maggio 1994) è un calciatore ungherese, centrocampista del TSC Bačka Topola.

## Caratteristiche tecniche
È un esterno sinistro.

## Carriera

### Club
Ha giocato nella prima divisione ungherese ed in quella serba.

### Nazionale
Ha giocato nella nazionale ungherese Under-21.